# Ofiara wojny
Frederick Forsyth przedstawia: Ofiara wojny (oryg. A Casualty of War) – telewizyjna adaptacja powieści Fredericka Forsytha. Jest to relacja z kolejnej niebezpiecznej misji, jakiej podejmuje się Tom Rowse, autor poczytnych powieści szpiegowskich. Na zlecenie szefa brytyjskiego zajmuje się IRA – irlandzką organizacją terrorystyczną, która planuje przeprowadzenie dużej transakcji broni z Libią. Pisarz ma za zadanie udaremnić te plany.